# Studio Genetix Film Factory
Studio Genetix Film Factory – polskie filmowo-telewizyjne studio dźwiękowe, zajmujące się realizacją audio-wizualną dźwięku dla potrzeb polskich produkcji TV, filmowych i radiowych, gier komputerowych, reklam oraz prezentacji multimedialnych. Studio Genetix Film Factory dysponuje obecnie dwoma studiami nagraniowo-montażowymi. Firma działa od 1997 roku, swoją siedzibę ma w Warszawie, przy ulicy Dominikańskiej 9 i Forty Mokotów. Założycielem studia jest Jarosław Wójcik.